# آرامگاه شمس طبرسی
قبر مشهور به شمس طبرسی* مربوط به سدهٔ ۹ ه‍.ق است و در آمل، محله پایین بازار واقع شده و این اثر در تاریخ ۱۵ دی ۱۳۱۰ با شمارهٔ ثبت ۶۲ به‌عنوان یکی از آثار ملی ایران به ثبت رسیده است.